# Черкасов, Михаил Сергеевич (Герой Советского Союза)
Михаил Сергеевич Черкасов (1918-1944) — лейтенант Рабоче-крестьянской Красной Армии, участник Великой Отечественной войны, Герой Советского Союза (1945).

## Биография
Михаил Черкасов родился в 1918 году в Новосибирске. После окончания неполной средней школы работал на заводе. В 1938 году Черкасов был призван на службу в Рабоче-крестьянскую Красную Армию Боградским РВК Хакасской автономной области. Участвовал в боях на озере Хасан. С февраля 1942 года — на фронтах Великой Отечественной войны.
К октябрю 1944 года лейтенант Михаил Черкасов командовал сапёрным взводом 897-го горнострелкового полка 242-й горнострелковой дивизии 1-й гвардейской армии 4-го Украинского фронта. Отличился во время освобождения Венгрии. 15 октября 1944 года во время боёв на Лупковском перевале взвод Черкасова отражал ожесточённые немецкие контратаки, продержавшись до прибытия основных сил. 16 октября 1944 года Черкасов погиб в бою.
Указом Президиума Верховного Совета СССР от 24 марта 1945 года лейтенант Михаил Черкасов посмертно был удостоен высокого звания Героя Советского Союза. Также был награждён орденами Ленина и Красной Звезды.